# 24 Hodin: Nezastavitelný
24 Hodin: Nezastavitelný (v anglickém originále 24: Legacy) je americký dramatický televizní seriál stanice Fox, spin-off špionážního thrilleru 24 hodin. Odehrává se tři roky po událostech 24: Live Another Day. Autory seriálu jsou Manny Coto a Evan Katz. Seriál sleduje příběh vojenského hrdiny Erica Cartera (Corey Hawkins) a Rebecci (Miranda Otto), která byla ředitelkou protiteroristické organizace. Úvodní díl měl premiéru 15. února 2017 na stanici Fox, poslední dvanáctý díl byl odvysílán 17. dubna 2017. Stanice Fox původně oznámila, že zatím neplánuje pokračovat v seriálu a ten tudíž nebude součástí vysílací sézony 2017/2018. V červnu 2017 seriál definitivně zrušila.

## Příběh
Po skončení mise, jejímž účelem bylo zabít teroristické vůdce Sheikh Ibrahim bin-Khalida, se vrací bývalý americký voják Eric Carter do USA. Zde zjistí, že jeho přátelé jsou loveni a zabíjeni, protože jeden z nich nevědomky ukradl flash disk, který obsahuje seznam amerických teroristických buněk a kódy, které je aktivují. Carter tedy požádá CTU, aby mu pomohlo zachránit životy a současně zastavit řadu ničivých teroristických útoku na americké půdě. Seriál se odehrává tři roky po 24: Live Another Day a je zasazen ve Washingtonu, D.C.

## Obsazení

### Hlavní postavy
- Corey Hawkins jako Eric Carter: bývalý ranger, který se vrátil do USA a je odhodlán zastavit teroristické útoky.
- Miranda Otto jako Rebecca Ingram:, bývalá ředitelka CTU a manželka senátora Johna Donovana, který vede kampaň na prezidenta Spojených států amerických.
- Anna Diop jako Nicole Carterová: zdravotní sestra a Ericova manželka.
- Teddy Sears jako Keith Mullins: ambiciózní a hnusná hlava CTU, která dříve pracovala pod Rebeccou.
- Ashley Thomas jako Isaac Carter: starší bratr Erica, který se na něj rozzlobil kvůli své minulosti, která se týkala Ericovy manželky Nicole.
- Dan Bucatinsky jako Andy Shalowitz: komunikační analytik společnosti CTU, který důvěřuje Rebecce a je nešťastně zamilován s počítačovou analytičkou Marianou.
- Coral Peña jako Mariana Stilesová: jasná, mladá, samoukovaná počítačová analytička a sestřenice bývalého agentury CTU Edgara Stilese. Chodí s Andym.
- Charlie Hofheimer jako Ben Grimes: Ericův bývalý přítel v armádní jednotce, který nyní trpí PTSD.
- Sheila Vand jako Nilaa Mizrani: vedoucí kampaně senátora Johna Donovana.
- Raphael Acloque jako Jadalla bin-Khalid: vysokoškolský student, který po smrti jeho otce pokračoval v džihádistické kampani.
- Gerald McRaney jako Henry Donovan: otec prezidentského kandidáta Johna Donovan, který je silným ropným magnátem a vášnivě oddaným otcem, jež se věnuje tomu, aby jeho syn usedl v Bílém domě.
- Jimmy Smits jako John Donovan: senátor, který kandiduje na prezidenta, a Rebecci manžel.

### Vedlejší postavy
- Zayne Emory jako Drew Phelpsová: juniorka na Marshall High School.
- Kathryn Prescott jako Amira Dudajeva: studentka střední školy a Khasanova sestra.
- Kevin Christy jako David Harris: učitel chemie, který plánuje bombu spolu s jeho studentkou a tajnou milenkou Amirou.
- Bailey Chase jako Thomas Locke: terénní agent CTU.
- Laith Nakli jako Kusuma: druhý Jadallův velitel a jeden z džihádistů, kteří hledají Erica Cartera.
- Tiffany Hines jako Aisha: Isaacova přítelkyně, která mu pomáhá se svým obchodem s drogami.
- Themo Melikidze jako Khasan Dudajev: Amiraův bratr a jedna z buněk bin-Khalida.
- Daniel Zacapa jako Luis Diaz: strýc senátora Johna Donovana a politický operátor za kampaň jeho synovce.
- Moran Atias jako Sidra: Tonyho společník, který podněcuje pocity nedůvěry mezi Tonym a Ingramem.
- Dylan Ramsey jako Rashid Al-Sabi: džihádský voják v bin-Khalidově organizaci a Malikův bratr.
- Saad Siddiqui jako Malik Al-Sabi: džihádský voják v bin-Khalidově organizaci a Rashidův bratr.
- Oded Fehr jako Asim Naseri: druhý velitel bin-Khalid.
- Eli Danker jako Sheikh Ibrahim bin-Khalid: teroristický vůdce a Jadallův otec.
- James Moses Black jako Donald Simms: ředitel národního zpravodajství.

### Hosté
- Carlos Bernard jako Tony Almeida: bývalý ředitel CTU.

## Seznam dílů
| Č. v seriálu | Původní název        | Režie            | Scénář                                 | Premiéra v USA  | Premiéra v ČR  | Prod. kód |
| ------------ | -------------------- | ---------------- | -------------------------------------- | --------------- | -------------- | --------- |
| 1            | 12:00 Noon – 1:00 PM | Stephen Hopkins  | Manny Coto a Evan Katz                 | 5. února 2017   | 7. srpna 2017  | 1AKZ01    |
| 2            | 1:00 PM – 2:00 PM    | Jon Cassar       | Evan Katz a Manny Coto                 | 6. února 2017   | 14. srpna 2017 | 1AKZ02    |
| 3            | 2:00 PM – 3:00 PM    | Jon Cassar       | Howard Gordon a Leigh Dana Jackson     | 13. února 2017  | 21. srpna 2017 | 1AKZ03    |
| 4            | 3:00 PM – 4:00 PM    | Nelson McCormick | Nikki Toscano a Nelson Greaves         | 20. února 2017  | 28. srpna 2017 | 1AKZ04    |
| 5            | 4:00 PM – 5:00 PM    | Nelson McCormick | Robert Cochran a Leigh Dana Jackson    | 27. února 2017  | 4. září 2017   | 1AKZ05    |
| 6            | 5:00 PM – 6:00 PM    | Jon Cassar       | David Fury                             | 6. března 2017  | 11. září 2017  | 1AKZ06    |
| 7            | 6:00 PM – 7:00 PM    | Jon Cassar       | Tony Basgallop                         | 13. března 2017 | 18. srpna 2017 | 1AKZ07    |
| 8            | 7:00 PM – 8:00 PM    | Bronwen Hughes   | David Fury                             | 20. března 2017 | 25. září 2017  | 1AKZ08    |
| 9            | 8:00 PM – 9:00 PM    | Bronwen Hughes   | Nikki Toscano a Zakiyyah Alexander     | 27. března 2017 | 2. října 2017  | 1AKZ09    |
| 10           | 9:00 PM – 10:00 PM   | Stephen Hopkins  | Manny Coto a Gabriella Goodman Seitter | 3. dubna 2017   | 9. října 2017  | 1AKZ10    |
| 11           | 10:00 PM – 11:00 PM  | Nelson McCormick | Leigh Dana Jackson                     | 10. dubna 2017  | 16. října 2017 | 1AKZ11    |
| 12           | 11:00 PM – 12:00 PM  | Stephen Hopkins  | Manny Coto a Howard Gordon             | 17. dubna 2017  | 23. října 2017 | 1AKZ12    |